# Santa Clara La Laguna
Santa Clara La Laguna («Santa Clara»: en honor a su santa patrona Clara de Asís; «La Laguna»: por estar ubicado cerca del lago de Atitlán) es un municipio del departamento de Sololá de la región sur-occidente de la República de Guatemala.
Durante la época colonial fue una encomienda a cargo de los descendientes del conquistador español Sancho de Barahona, entre quienes se encuentra el primer presidente de la República Federal de Centro América, el general Manuel José Arce y Fagoaga.
Luego de la Independencia de Centroamérica en 1821, pasó a formar parte del departamento de Sololá/Suchitepéquez; y en 1838 fue parte del efímero Estado de Los Altos hasta que este fue reincorporado al Estado de Guatemala por el general conservador Rafael Carrera en 1840.  Posteriormente, tras la Reforma Liberal de 1871, el 12 de agosto de 1872 el gobierno de facto del presidente provisorio Miguel García Granados creó el departamento de Quiché, al que adjudicó gran parte del territorio de Sololá, aunque Santa Clara La Laguna permaneció en este último.
Ya en el siglo XXI, en 2005 el municipio se vio severamente afectado por la tormenta Stan.

## Toponimia
El nombre del municipio sigue la costumbre de los colonizadores españoles que coloban el nombre del santo cuya festividad se celebraba el día de fundación de un poblado, o bien una santo venerado por los frailes de las orden monástica a cargo de la doctrina local.  En el caso del topónimo «Santa Clara La Laguna», este se deriva de Santa Clara de Asís, venerada por los frailes franciscanos y del hecho de que el poblado está geográficamente próximo al Lago de Atitlán, y al igual que los otros municipios que tienen el mismo nombre, a partir de 1643, se llama sí debido a que el visitador Antonio Lara habría ordenado que todos los apellidos indígenas y los lugares geográficos fueran castellanizados.

## Demografía
El municipio tiene una población aproximada de 10 340 habitantes, para el año 2021, según el censo de población del año 2018 con una densidad de 861 personas por kilómetro cuadrado.

## División política
El municipio cuenta con pocos centros poblados, de los cuales el más importante es su cabecera municipal; aparte de la aldea cuenta con el caserío Chacap, con los cantones Xiprian y Chitun y con la aldea Paquip.

### Aldea Paquip
El topónimo «Paquip», proviene del nombre de una planta ornamental y medicinal, que se llama quip que existe en la aldea, principalmente en la montaña de Chirijajau. Por su parte, la aldea se fundó aproximadamente en 1847, y originalmente contaba con cinco familias provenientes de Santa Lucía Utatlán y de Totonicapán.
Paquip está situada a 2040 metros de altura sobre el nivel del mar, su clima es templado, sus habitantes son agricultores, cultivan el maíz, frijol, aguacate, café, duraznos.  La aldea está a una distancia de 165 km de la Ciudad de Guatemala, a 42 km de la cabecera departamental de Sololá y a 3 km de Santa Clara La Laguna.  Su extensión territorial es de 6 km², al norte colinda con la hacienda El Panorama, al sur colinda con el inmueble de Santa Clara la Laguna y San Juan la Laguna, al oriente colinda con la Aldea Palestina de San Juan la Laguna y al occidente con la Aldea Monte Cristo de Santa María Visitación, actualmente cuenta con 2250 habitantes.

## Geografía física
El municipio de Santa Clara La Laguna es el municipio más pequeño que tiene el departamento de Sololá junto a San Pablo La Laguna y San Marcos La Lagunacon una extensión territorial de 12 km². También lo convierte en uno de los más pequeños de Guatemala.

### Clima
La cabecera municipal de Santa Clara La Laguna tiene clima templado; (Clasificación de Köppen: Cwb).
| Parámetros climáticos promedio de Santa Clara La Laguna | Parámetros climáticos promedio de Santa Clara La Laguna | Parámetros climáticos promedio de Santa Clara La Laguna | Parámetros climáticos promedio de Santa Clara La Laguna | Parámetros climáticos promedio de Santa Clara La Laguna | Parámetros climáticos promedio de Santa Clara La Laguna | Parámetros climáticos promedio de Santa Clara La Laguna | Parámetros climáticos promedio de Santa Clara La Laguna | Parámetros climáticos promedio de Santa Clara La Laguna | Parámetros climáticos promedio de Santa Clara La Laguna | Parámetros climáticos promedio de Santa Clara La Laguna | Parámetros climáticos promedio de Santa Clara La Laguna | Parámetros climáticos promedio de Santa Clara La Laguna | Parámetros climáticos promedio de Santa Clara La Laguna |
| Mes                                                     | Ene.                                                    | Feb.                                                    | Mar.                                                    | Abr.                                                    | May.                                                    | Jun.                                                    | Jul.                                                    | Ago.                                                    | Sep.                                                    | Oct.                                                    | Nov.                                                    | Dic.                                                    | Anual                                                   |
| ------------------------------------------------------- | ------------------------------------------------------- | ------------------------------------------------------- | ------------------------------------------------------- | ------------------------------------------------------- | ------------------------------------------------------- | ------------------------------------------------------- | ------------------------------------------------------- | ------------------------------------------------------- | ------------------------------------------------------- | ------------------------------------------------------- | ------------------------------------------------------- | ------------------------------------------------------- | ------------------------------------------------------- |
| Temp. máx. media (°C)                                   | 20.7                                                    | 21.3                                                    | 22.6                                                    | 23.3                                                    | 23.1                                                    | 21.3                                                    | 21.7                                                    | 22.3                                                    | 21.6                                                    | 21.4                                                    | 21.4                                                    | 20.8                                                    | 21.8                                                    |
| Temp. media (°C)                                        | 14.0                                                    | 14.4                                                    | 15.6                                                    | 16.9                                                    | 17.7                                                    | 16.8                                                    | 16.8                                                    | 16.9                                                    | 16.7                                                    | 16.4                                                    | 15.3                                                    | 14.4                                                    | 16                                                      |
| Temp. mín. media (°C)                                   | 7.4                                                     | 7.5                                                     | 8.7                                                     | 10.6                                                    | 12.3                                                    | 12.4                                                    | 12.0                                                    | 11.5                                                    | 11.8                                                    | 11.4                                                    | 9.3                                                     | 8.0                                                     | 10.2                                                    |
| Precipitación total (mm)                                | 1                                                       | 4                                                       | 7                                                       | 28                                                      | 104                                                     | 283                                                     | 239                                                     | 234                                                     | 384                                                     | 176                                                     | 36                                                      | 3                                                       | 1499                                                    |
| Fuente: Climate-Data.org                                |                                                         |                                                         |                                                         |                                                         |                                                         |                                                         |                                                         |                                                         |                                                         |                                                         |                                                         |                                                         |                                                         |

### Ubicación geográfica
El municipio se encuentra en el departamento de Sololá y a una distancia de 36 km de la cabecera departamental; está rodeado por municipios de dicho departamento:
- Norte: Santa Lucía Utatlán
- Sur y sureste: San Juan La Laguna
- Este: San Pablo La Laguna
- Noroeste: Santa Catarina Ixtahuacán
- Oeste y suroeste: Santa María Visitación[15]

| Noroeste: Santa Catarina Ixtahuacán | Norte: Santa Lucía Utatlán |                             |
| Oeste: Santa María Visitación       |                            | Este: San Pablo La Laguna   |
| Suroeste: Santa María Visitación    | Sur: San Juan La Laguna    | Sureste: San Juan La Laguna |

## Gobierno municipal
Los municipios se encuentran regulados en diversas leyes de la República, que establecen su forma de organización, lo relativo a la conformación de sus órganos administrativos y los tributos destinados para los mismos. Aunque se trata de entidades autónomas, se encuentran sujetos a la legislación nacional y las principales leyes que los rigen desde 1985 son:
| N.º | Ley                                                | Descripción |
| --- | -------------------------------------------------- | --- |
| 1   | Constitución Política de la República de Guatemala | Tiene una regulación legal específica para los municipios en los artículos 253 al 262. |
| 2   | Ley Electoral y de Partidos Políticos              | Ley de carácter constitucional aplicable a los municipios en el tema de la conformación de sus autoridades electas. |
| 3   | Código Municipal                                   | Decreto 12-2002 del Congreso de la República de Guatemala. Tiene la categoría de ley ordinaria y contiene preceptos generales aplicables a todos los municipios, e inclusive contiene legislación referente a la creación de los municipios.             |
| 4   | Ley de Servicio Municipal                          | Decreto 1-87 del Congreso de la República de Guatemala. Regula las relaciones entra la municipalidad y los servidores públicos en materia laboral. Tiene su base constitucional en el artículo 262 de la constitución que ordena la emisión de la misma. |
| 5   | Ley General de Descentralización                   | Decreto 14-2002 del Congreso de la República de Guatemala. Regula el deber constitucional del Estado, y por ende del municipio, de promover y aplicar la descentralización y desconcentración económica y administrativa.                                |

El gobierno de los municipios está a cargo de un Concejo Municipal mientras que el código municipal —ley ordinaria que contiene disposiciones que se aplican a todos los municipios— establece que «el concejo municipal es el órgano colegiado superior de deliberación y de decisión de los asuntos municipales […] y tiene su sede en la circunscripción de la cabecera municipal»; el artículo 33 del mencionado código establece que «[le] corresponde con exclusividad al concejo municipal el ejercicio del gobierno del municipio».
El concejo municipal se integra con el alcalde, los síndicos y concejales, electos directamente por sufragio universal y secreto para un período de cuatro años, pudiendo ser reelectos.
Existen también las Alcaldías Auxiliares, los Comités Comunitarios de Desarrollo (COCODE), el Comité Municipal del Desarrollo (COMUDE), las asociaciones culturales y las comisiones de trabajo. Los alcaldes auxiliares son elegidos por las comunidades de acuerdo a sus principios y tradiciones, y se reúnen con el alcalde municipal el primer domingo de cada mes, mientras que los Comités Comunitarios de Desarrollo y el Comité Municipal de Desarrollo organizan y facilitan la participación de las comunidades priorizando necesidades y problemas.
Los alcaldes que ha habido en el municipio son:
- 2012-2016: Pedro Par Par[17]

## Historia

### Época colonial

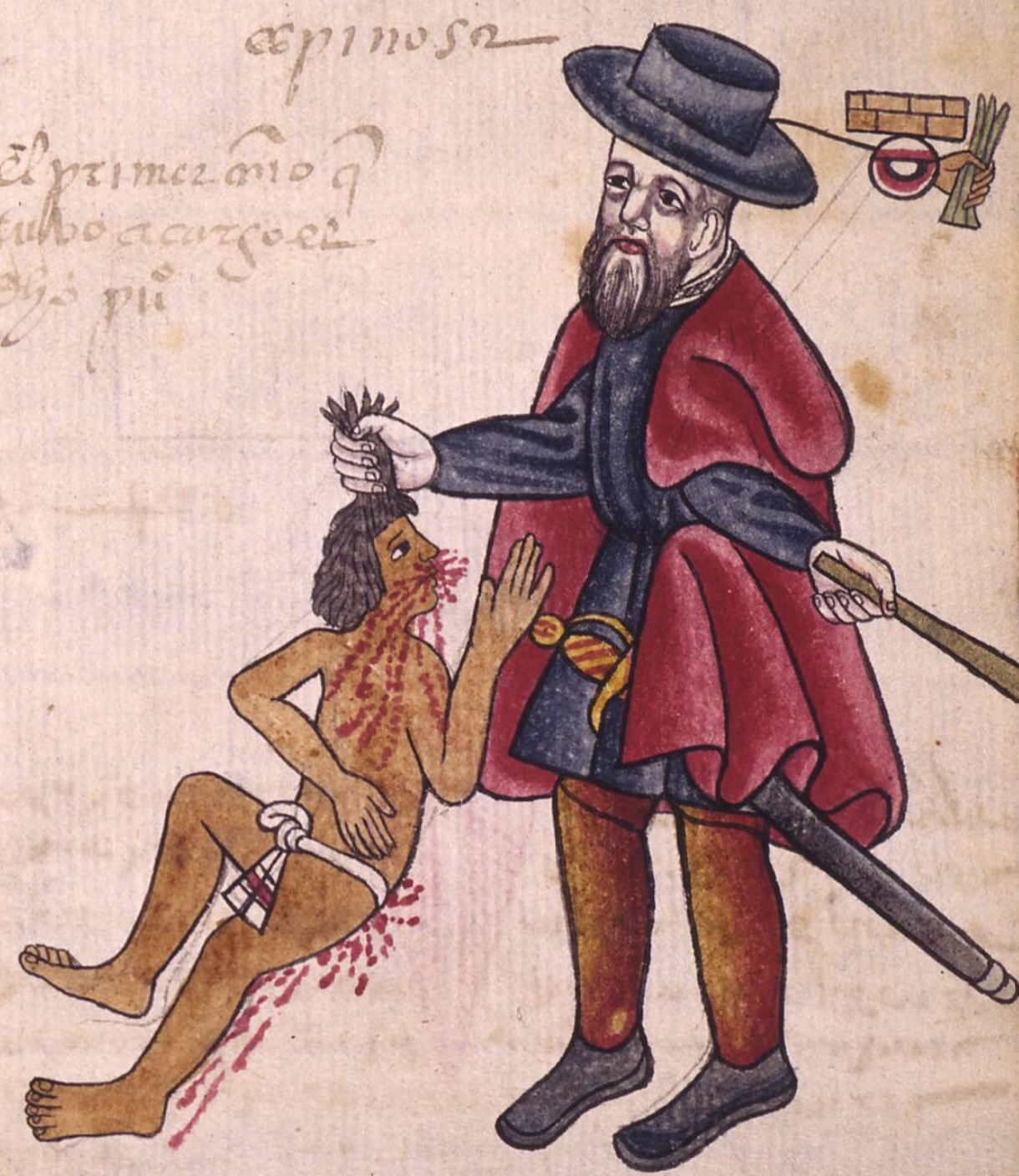
Códice Kingsborough: un encomendero abusa de un indígena. Copia del italiano Agostino Aglio 1825-1826, para Lord Kingsborough.

Aunque Santa Clara La Laguna es uno de los municipios más recientes del departamento de Sololá la historia del poblado se remonta al siglo xvi, varias décadas después de la llegada de los conquistadores españoles. 
Después de la conquista del altiplano guatemalteco en 1524, se inició la etapa de fundación de encomiendas, para lo que se aglutinaban a las personas que acompañaban a los españoles con encomiendas o a algunas poblaciones dispersas que habían huido de la ocupación.  En algunas ocasiones se aglutinaban a personas hablantes de un mismo idioma o simplemente eran traídos de otros lugares para formar los nuevos poblados. Las fundaciones fueron ordenadas en 1538 a instancias del Obispo Francisco Marroquín por cédula que tuvo que reiterarse en 1541. El Oidor Juan Rogel Vásquez fue enviado por la Audiencia para hacer realidad la fundación de pueblos, encomendando éste a los religiosos de las órdenes regulares conocedores de los idiomas indígenas para dirigir la reducción, centrando su atención en las cabeceras de los señoríos.
Las encomiendas no solamente organizaban a la población indígena como mano de obra forzada sino que era una manera de recompensar a aquellos españoles que se habían distinguido por sus servicios y de asegurar el establecimiento de una población española en las tierras recién descubiertas y conquistadas.  También servían como centro de culturización y de evangelización obligatoria pues los indígenas eran reagrupados por los encomenderos en pueblos llamados «Doctrinas», donde debían trabajar y recibir la enseñanza de la doctrina cristiana a cargo de religiosos de las órdenes regulares, y encargarse también de la manutención de los frailes. El encomendero a cargo de la región de Atitlán fue Sancho de Barahona a la muerte de Pedro de Alvarado.
El poblado fue fundado en 1528, por orden de los caciques de Santa Catarina Ixtahuacán, Andrés Suy y Andrés Pérez Sorrocox, pero no fue sino hasta 1581 en que los primeros pobladores de Santa Clara llegaron alrededor de 1580 proveniente de Santa Catarina; en ese entonces tanto Santa Clara La Laguna como el poblado de Santa Catarina Ixtahuacán estuvieron bajo el cuidado de la encomienda de Barahona.
En 1623, Pedro Núñez de Barahona —nieto del encomendero original de Santa Catarina, Sancho de Barahona— tomó posesión oficial de la encomienda de Atitlán, comprendida por los pueblos de Santiago Atitlán, San Lucas Tolimán, San Pedro La Laguna, San Juan La Laguna, San Pablo La Laguna, Santa María Visitación, Santa Cruz La Laguna y San Marcos La Laguna, así como poblados que pertenecen al moderno departamento de Suchitepéquez.
En 1640, los pobladores quichés de Santa Clara presentaron al tribunal que conocía un litigio contra los pobladores tzutuhiles de San Juan La Laguna un documento conocido como Título de los indios de Santa Clara La Laguna', firmado por los últimos reyes quichés, Juan de Rojas y Juan Cortés que databa de 1583, con el que los habitantes de Santa Clara trataron demostrar el dominio ancestral de los quichés sobre unas tierras que también eran reclamadas por los Sanjuaneros. Dichos terrenos son los conocidos con los
nombres de Sanchicoc, Conópiac, Sanchitijón, Cabalsuluc, Jacanahualá, Chatilpanac y Chuyabaj; el tribunal que conoció del caso resolvió repartir los terrenos por mitad entre los dos pueblos, para terminar con el problema. Por otra pate, también tuvo conflictos con el vecino poblado de Santa María Visitación, tanto por las diferencias culturales (los visitecos son tzutuhiles) como por el control de la tierra.
Para 1654, Santa Clara se separó de la encomienda de Atitlán y fue encomendada a Antonio Echabarri, hasta la muerte de éste, ocurrida en 1707.[cita requerida]
El poblado perteneció al corregimiento de Tecpán Atitlán en la época colonial ingresándose en el año 1730. Cuando el realizó su visita pastoral por el país durante los años 1768 y 1770 visitó la localidad.
En la Descripción Geográfico-moral de la Diócesis de Goathemala, el arzobispo Pedro Cortés y Larraz —con motivo de su recorrido pastoral de 1768 a 1770— anotó que el pueblo de Santa Clara tenía 645 habitantes y que era un anexo de la parroquia de San Pedro La Laguna.  Por otra parte, el título de los ejidos del pueblo fue otorgado en 1791, de acuerdo a las medidas practicadas por el agrimensor Francisco Robledo Alburquerque.
En 1818, el arzobispo Ramón Casaus y Torres creó la parroquia de Santa Clara La Laguna, con Santa María Visitación y San Pablo La Laguna como anexos.

### Tras la Independencia de Centroamérica
Tras la Independencia de Centroamérica según el Decreto del 11 de octubre de 1825 del Estado de Guatemala, el poblado fue asignado al Circuito de Atitlán, en el distrito N.º 11 (Suchitepéquez) para la impartición de justicia; junto a Santa Clara La Laguna estaban en ese distrito Atitlán, Tolimán, Patulul, San Pedro La Laguna, la Visitación, San Pablo, San Marcos, San Miguelito, San Juan de los Leprosos y Santa Bárbara de La Costilla y La Grande.

### El efímero Estado de Los Altos

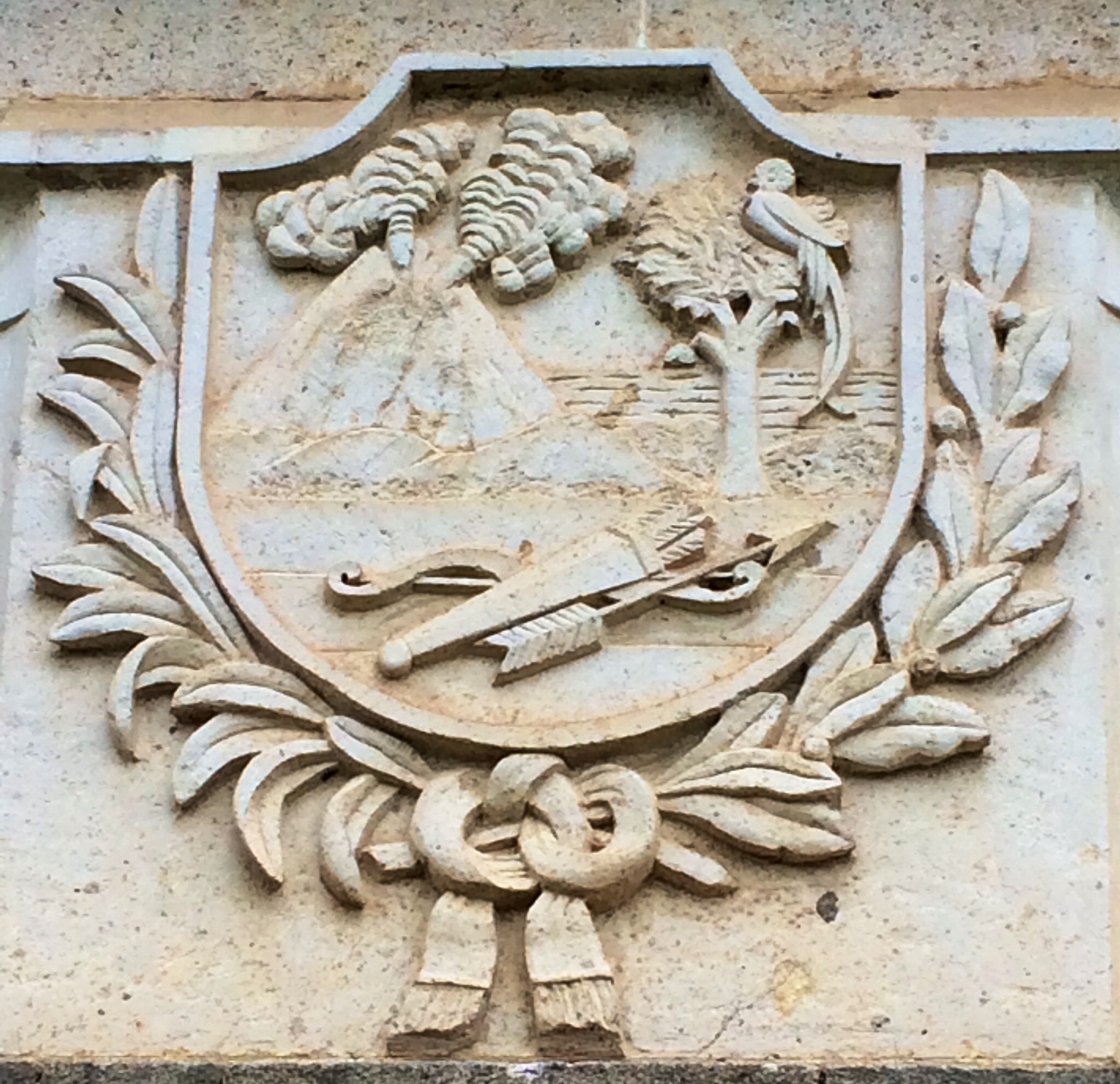
Escudo del Estado de los Altos

A partir dl 3 de abril de 1838, el poblado de Santa Clara La Laguna fue parte de la región que formó el efímero Estado de Los Altos, el cual fue autorizado por el Congreso de la República Federal de Centro América el 25 de diciembre de ese año forzando a que el Estado de Guatemala se reorganizara en siete departamentos y dos distritos independientes el 12 de septiembre de 1839:
- Departamentos: Chimaltenango, Chiquimula, Escuintla, Guatemala, Mita, Sacatepéquez, y Verapaz
- Distritos: Izabal y Petén[24]

El 25 de enero de 1840 tras meses de tensión se produjo la guerra entre ambos estados, y el general Rafael Carrera venció a las fuerzas del general Agustín Guzmán e incluso apresó a éste mientras que el general Doroteo Monterrosa venció a las fuerzas altenses del coronel Antonio Corzo el 28 de enero.  El gobierno quetzalteco colapsó entonces, pues aparte de las derrotas militares, los poblados indígenas abrazaron la causa conservadora de inmediato; al entrar a Quetzaltenango al frente de dos mil hombres, Carrera fue recibido por una gran multitud que lo saludaba como su «libertador».
Carrera impuso un régimen duro y hostil para los liberales altenses, pero bondadoso para los indígenas de la región —derogando el impuesto personal que les habían impuesto las autoridades altenses— y para los eclesiásticos restituyendo los privilegios de la religión católica. El 26 de febrero de 1840 el gobierno de Guatemala colocó a Los Altos bajo su autoridad y el 13 de agosto de nombró al corregidor de la región, el cual servía también como comandante general del ejército y superintendente.

### Tras la Reforma Liberal de 1871
Luego de la Reforma Liberal de 1871, el presidente de facto provisiorio Miguel García Granados dispuso crear el departamento de Quiché para mejorar la administración territorial de la República dada la enorme extensión del territorio de Totonicapán y de Sololá. De esta cuenta, el 12 de agosto de 1872 el departamento de Sololá perdió sus distritos de la Sierra y de Quiché y se vio reducido únicamente a los poblados de Santa Clara, villa de Sololá, San José Chacallá, Panajachel, Concepción, San Jorge, San Andrés Semetabaj, Santa Lucía Utatlán, Santa Cruz, Santa Bárbara, San Juan de los Leprosos, Visitación, San Pedro, San Juan, San Pablo, San Marcos, Atitlán, San Lucas Tolimán, San Antonio Palopó, Santa Catarina Palopó y Patulul.

### sigloXX
En 1952 se organizó un comité en la aldea Paquip que solicitó ante el Ministerio de Educación el servicio de un maestro, lo cual fue aprobado el 12 de junio de 1954. La maestra comisionada para la aldea fue la profesora María Luisa Puac Mogollón.  El primer edificio escolar de paquip era un rancho de pajón construido con el esfuerzo de los vecinos y del alcalde auxiliar Tomás Inocente Atz.  En 1961 se organizó un comité de pro construcción de una escuela, y la dirección General de Obras Públicas el edificio escolar con dis aulas, la dirección y la bodega, por medio del Plan Tripartito «Gobierno, Municipalidad y Comunidad»; la nueva escuela fue finalmente inaugurada en junio de 1963. En 1965 fue construida la Auxiliatura local de la aldea Paquip por la municipalidad de Santa clara la Laguna y la comunidad y en 1973 se construyó la cocina de la escuela.
En 1978 se iniciaron las gestiones para ingresar agua potable a la aldea Paquip, ante la instalación de UNEPAR y fue inaugurada el 5 de marzo de 1983.

### sigloXXI: tormenta Stan
El huracán Stan, azotó Guatemala como huracán de categoría I en los primeros días de octubre de 2005 y causó daños y pérdidas al país por unos mil millones de dólares, según un estudio de la Comisión Económica para América Latina y el Caribe (CEPAL). De acuerdo al informe, el huracán afectó directamente a catorce de los veintidós departamentos de Guatemala; además, provocó seiscientos setenta muertos, ochocientos cincuenta desaparecidos y tres millones y medio de damnificados.
Las lluvias continuas pusieron al descubierto el desastre medioambiental de Guatemala: las deforestadas montañas no soportaron los bolsones agua y humedad que en esos días se formaron provocando derrumbes y deslaves. La mayoría de los ríos que brotan en las depredadas montañas de la bocacosta, con sus cuencas casi sin vegetación y la pérdida de profundidad en sus causes, provocó que se desbordaran e inundaran amplias regiones cultivadas y decenas de comunidades rurales y cabeceras municipales en la franja costera del país. En la altiplanicie central y occidental, capas y pliegues de cerros y volcanes se derrumbaron destruyendo cientos de viviendas y la tragedia humana. De la parte alta de la cuenca del lago de Atitlán, los deslaves fueron continuos, arrastrando lodo, piedras, rocas y arena. El lago, que normalmente recibe las aguas negras de doce cabeceras municipales, fue inundado con un gran volumen de desechos que flotaron durante varios días.

## Organizaciones
- Organizaciones: Asociación de Caficultores en ASUVIM Vivamos Mejor, Asociación de Mujeres, Asociación de Microbuseros, Asociación de Viviendas Las Lucianitas.
- Comités: De agua potable, COCODES, de padres de familia (Escuela central Paquip y Paraje El Triunfo La Paz).[13]